# Rozwój emocjonalny
Rozwój emocjonalny – to kolejne etapy wzrostu emocji w poszczególnym stadium wiekowym, które powodują, że wewnętrzne i społeczne przystosowania, przechodzą na coraz to wyższe poziomy.
Rozwój emocjonalny buduje poszczególne cechy przystosowawcze do życia społecznego, kształtuje cechy będące nieodzownym elementem rozwoju każdego człowieka.

## Wiek niemowlęcy
Za początek rozwoju emocjonalnego można uznać podniecenie spowodowane silnym oddziaływaniem zewnętrznym, które przejawia się aktywnością dziecka. Stan podniecenia przechodzi pod koniec okresu bycia noworodkiem w proste reakcje zadowolenia lub niezadowolenia.
Reakcje przyjemne (zadowolenie) – to kołysanie zabawa wywołujące ogólne rozluźnienie.
Reakcje nieprzyjemne – to hałas, czy ból wywołujące płacz, krzyk i niezadowolenie.
Pod koniec wieku niemowlęcego można obserwować zróżnicowanie w rozwoju emocjonalnym, które wraz z upływem czasu staje się coraz bardziej widoczne, reakcje stają się mniej gwałtowne, bardziej wyważone, ich różnorodność zależy od tego w jakim stopniu zaspokajane są potrzeby dziecka.
Wzmożona pobudliwość – charakterystyczna dla tego okresu rozwojowego powoduje dużą nietrwałość stanów uczuciowych. Zewnętrzne przejawy uczuć są bardzo ekspresywne. W tym wieku dzieci zaczynają zdawać sobie sprawę ze swojego wpływu na otoczenie i zaczynają to wykorzystywać. Rozwój emocjonalny dziecka w wieku niemowlęcym można weryfikować za pomocą testów Skali Rozwoju Dziecka.

## Wiek przedszkolny
Wraz z dorastaniem dziecka i jego rozwojem emocjonalnym obserwuje się wzrost reakcji związanych z oporem, manifestowaniem swojego „ja”, wyrażaniem słowami swojego niezadowolenia lub zadowolenia. Dzieci w wieku przedszkolnym nie są jeszcze emocjonalnie dojrzałe i zrównoważone. Można zaobserwować wzrost znaczenia reakcji słownych i werbalnych i zmniejszaniem się liczby reakcji ruchowych. W późnym okresie wieku przedszkolnego uczuciom towarzyszy planowanie czynności i jej inicjacji. Dziecko przewiduje nie tylko intelektualnie ale również emocjonalnie skutki swego działania. W okresie tym dziecko może reagować gniewem i strachem. Dzieci w okresie tym potrafią już częściowo opanować swoją agresję.

## Wiek wczesnoszkolny
Rozszerza się krąg przedmiotów, zjawisk, zdarzeń i spraw, które wywołują u dzieci reakcje emocjonalne, zmienia się również charakter emocjonalnych doznań. Rozwój procesów poznawczych (wrażeń, spostrzeżeń, myślenia, pamięci) kształtują zainteresowania, kładą się u podstaw motywacji do uczenia się, zdobywania wiedzy o świecie, a także o poza szkolnych sytuacjach. Uczucia poznawcze skłaniają dziecko do aktywności w poszukiwaniu interesujących je treści. Nowe stosunki społeczne, w które wchodzi dziecko w wieku szkolnym, stwarzają swoiste warunki i dla jego uczenia się, i dla dalszego rozwoju emocjonalnego i społecznego.

## Dojrzewanie
Jako charakterystyczne cechy życia emocjonalnego w czasie dojrzewania wyróżnia się: 
- Intensywność i żywość przeżyć uczuciowych;
- Zmienność między nastrojami krańcowymi;
- Chwiejność emocjonalna; łatwe przechodzenie z jednych stanów uczuciowych do innych;

Największy wpływ na emocjonalną sferę życia psychicznego w tym okresie wywiera rozwój fizjologiczny, który wpływa na charakterystyczne postawy i zachowania w okresie dojrzewania:
- dzieci dojrzewające płciowo są antagonistycznie nastawione do każdego i wszystkiego – co wpływa na ich zachowania agresywne – krytykują dorosłych, rówieśników, często spierają się z nimi;
- Według dzieci w wieku dojrzewania aktywność społeczna (uroczystości świąteczne, wizyty rodzinne) „to nuda”;
- Często spędzają wiele czasu w samotności na marzeniach, w których grają główne role, myślą o problemach seksualnych;
- Dzieci dojrzewające odrzucają celowo komunikowanie się z innymi zbywając pytających odpowiedziami „nie wiem” „nie pamiętam”;

Rozwój emocjonalny w wieku dorastania nie zawsze przebiega bezproblemowo. Podstawowym warunkiem normalnego rozwoju emocjonalnego jest uczestnictwo w życiu społecznym. Uczestnictwo to powinno być dostosowane do poziomu dojrzałości danej osoby. Żywe kontakty społeczne, wpływy środowiska stanowią warunek do normalnego i pomyślnego rozwoju uczuć wyższych (społecznych, moralnych, estetycznych) dorastającego.